# آدم ماسینا
آدم ماسینا (ایتالیایی: Adam Masina؛ زادهٔ ۲ ژانویهٔ ۱۹۹۴) بازیکن فوتبال اهل ایتالیا است که برای باشگاه اودینزه بازی می‌کند.

وی همچنین در تیم ملی فوتبال زیر ۲۱ سال ایتالیا بازی کرده‌است.